# Stazione di Mocaiana
La stazione di Mocaiana è stata una stazione ferroviaria posta lungo la ex linea ferroviaria a scartamento ridotto Arezzo-Fossato di Vico, chiusa dopo la Seconda guerra mondiale, a causa della distruzione provocata dal bombardamento del 22 maggio 1945; era a servizio della frazione di Mocaiana, nel comune di Gubbio.